# Oh Jang-eun
Oh Jang-eun (né le 24 juillet 1985) est un footballeur sud-coréen, qui joue pour Ulsan Hyundai Horang-i. Il a joué pour la coupe asiatique 2007, remplaçant Kim Nam-il après sa blessure.